# Alliance des moniteurs de ski du Canada
Pour les articles homonymes, voir AMSC.
Fondée en 1938, l'Alliance des moniteurs de ski du Canada (AMSC), ou Canadian Ski Instructors' Alliance (CSIA) en anglais, est une association de plus de vingt mille skieurs professionnels situés à travers le Canada. L'objectif de l'AMSC est d'établir un standard national en ce qui concerne l’enseignement du ski alpin, tout en favorisant la sécurité en ski. Année après année, l'AMSC révise les techniques de ski alpin existantes et développe de nouvelles méthodes d’enseignement. L'organisme remet quatre niveaux de certification en plus d'offrir plusieurs modules de formation aux moniteurs de ski alpin. Chaque niveau consécutif démontre des compétences additionnelles en enseignement du ski, en pédagogie et en performance individuelle en ski alpin. Pour cette raison, le plus haut niveau (quatre) est très difficile à acquérir, avec seulement quelques moniteurs qui le détiennent dans chaque région administrative canadienne.

## Histoire
L'AMSC a été fondée en 1938 avant d'être incorporée en 1949 comme organisme à but non-lucratif. Aujourd'hui, l'AMSC est séparée en plusieurs régions administratives, qui couvrent chacune au moins une province ou un territoire canadien.
Le bureau national est la table tournante de l'AMSC. Les communications, ainsi que le développement éducationnel et l'optimisation de programmes de formation, sont les responsabilités premières.

## Certifications
Le niveau 1 est le premier niveau de certification offert par l'AMSC. Il s'adresse à tout skieur intermédiaire désireux d'acquérir les notions fondamentales pour enseigner de façon sécuritaire le ski alpin chez les skieurs débutants à intermédiaires. Dans le passé, les candidats devaient suivre une formation théorique et pratique d'une durée de quatre jours, incluant les examens. Cependant, la formule a changé puisque le stage que l'AMSC offre a maintenant une durée de trois jours, incluant les évaluations. Pour participer à une formation de niveau 1, les participants doivent s'inscrire auprès de leur coordonnateur régional.
Plusieurs centres de ski offrent également un programme de formation d'apprentis moniteurs. Bien qu'ils ne sont pas formellement reconnus dans l'industrie du ski, ces programmes ont comme but de mieux préparer les candidats pour la formation initiale de niveau 1 de l'AMSC.
Tout skieur ou instructeur qui possède une certaine expérience dans les parcs à neige et qui souhaite enseigner des techniques dans les parcs à neige peut s'inscrire à la formation d'instructeur en parc à neige, d'une durée de trois jours. Cette certification peut remplacer la certification de niveau 1 pour accéder aux formations de niveau 2.
Pour obtenir la certification de niveau 2 de l'AMSC, le moniteur détenant une certification de niveau 1 (ou une certification en parc en neige) et ayant accumulé un total de 10 crédits d'éducation doit suivre la formation de deux jours et compléter les évaluations sur neige qui ont une durée totale de deux jours.
Les crédits d'éducation nécessaires pour l'obtention de certifications plus élevées peuvent être cumulées graduellement d'année en année en participant à des programmes de développement professionnel et personnel ou plus rapidement en participant à des modules de formations traitant d'un sujet particulier, comme l'enseignement aux enfants ou encore l'utilisation de terrains variés pour optimiser l'enseignement de différentes techniques.
Il est également possible de se faire reconnaitre 10 crédits d'éducation en obtenant une certification de base d'un organisme partenaire dans l'industrie du ski, comme l'Association canadienne des moniteurs de surf des neiges, la Fédération des entraîneurs de ski du Canada, l'Association canadienne des moniteurs de ski nordique ou Sports de glisse adaptés Canada, parmi d'autres.
Pour obtenir la certification avancée de niveau 3, les moniteurs de niveau 2 doivent avoir accumulé un total de 40 crédits d'éducation. Alors que l'AMSC offre des stages qui ont une valeur en termes de crédits d'éducation, les candidats au niveau 3 peuvent également accumuler des crédits en complétant des formations avec d'autres organismes comme la Fédération des entraîneurs de ski du Canada et l'Association canadienne des moniteurs de surf des neiges.
Le plus haut niveau de certification offert par l'AMSC, le niveau 4, est une certification avancée qui nécessite habituellement plusieurs années d'entrainement et de préparation physique et mentale. Les candidats détiennent souvent une certification de base comme entraineur de ski alpin de la Fédération des entraîneurs de ski du Canada. Seuls les formateurs de niveau 4 séniors peuvent remettre un tel niveau de certification à un candidat détenant niveau 3.
Lorsqu'un instructeur détient une certification avancée de niveau 3 ou 4, il devient éligible aux cours de formateurs pour diriger les formations et certifications de l'AMSC.

## Politique nationale sur le port du casque de ski
En 2014, l'AMSC a sorti sa politique nationale sur le port du casque de ski.

## Affiliations
L'AMSC a plusieurs partenaires dans l'industrie des sports de glisse hivernaux. Au niveau national, on retrouve notamment l'Association canadienne des moniteurs de surf des neiges, la Fédération des entraineurs de ski du Canada, l'Association canadienne des moniteurs de ski nordique et Sports de glisse adaptés Canada, parmi quelques autres. Au niveau international, l'AMSC est aussi membre de l'Association internationale des moniteurs de ski (AIMS), un organisme qui regroupe les associations nationales d’enseignement du ski de 38 pays,.
En avril 2015, l'AMSC annonçait le début d'un nouveau partenariat avec la Patrouille canadienne de ski (PCS). L'entente visait particulièrement une meilleure collaboration pour sensibiliser les skieurs et planchistes à s’éduquer en matière de sécurité à ski, ainsi qu'un partage des connaissances pour l'amélioration des techniques de ski alpin chez les membres de la PCS et une meilleure base en premiers soins chez les membres de l'AMSC.